# 永井まどか (アナウンサー)
永井 まどか（ながい まどか、1982年11月3日 - ）は、東京都出身のフリーアナウンサー。元青森放送アナウンサー。

## 来歴
2005年4月から2008年3月にまで青森放送に在籍していた。
2008年4月からフリーランスになりオフィス・トゥー・ワンに所属。防災士の資格を持つ。
2012年8月に結婚式を挙げ、夫の駐在地であるベルギーのブリュッセルに渡った。そのため、2012年7月までに全ての仕事を清算し、オフィス・トゥー・ワンのプロフィールからも削除されている。2012年8月8日より、メールマガジン「永井まどかのChoco-Chocoベルギーライフ」を配信している。

## 出演

### 青森放送時代
- まどかのランKINGQUEEN
- kira-kira☆（MADOCAFE）
- RABニュースレーダー
- @なまてれ
- 今日も元気だ!お達者ラジオ
- あおもりTODAY
- 江奈滋家の食卓（長女：かおり役で出演）
- Eメッセージ - 司会（退社後、同期の上野由加里が担当。永井本人もリポーターとして出演した）

### フリー転向後

#### テレビ
- 学べる!!ニュースショー!（テレビ朝日）- リポーターとして出演
- TOKYO MX NEWS（TOKYO MX） - 土曜キャスター
- 情報満載ライブショー モーニングバード!（テレビ朝日） - リポーターとして出演
- びゅうで旅どき（青森放送）- リポーターとして出演

#### CM
- 弘前中央青果『つがりあんメロン』（2008年7月 - 8月放送）

## 青森放送時代の同期アナウンサー
- 上野由加里
- 菅原厚